# Карачаєво-Черкесія
Карача́єво-Черке́ська Респу́бліка (Карача́єво-Черке́сія; рос. Карача́ево-Черке́сская Респу́блика; карач. Къарачай-Черкес Республика; кабард. Къэрэшей-Шэрджэс Республикэ) — суб'єкт Російської Федерації, входить до складу Північно-Кавказького федерального округу.
Столиця — м. Черкеськ.
Межує на заході з Краснодарським краєм, на півночі з Ставропольским краєм, на сході — з Кабардино-Балкарією, на півдні уздовж Головного Кавказького хребта — з Грузією.
Утворено 12 січня 1922.

## Географія й природа

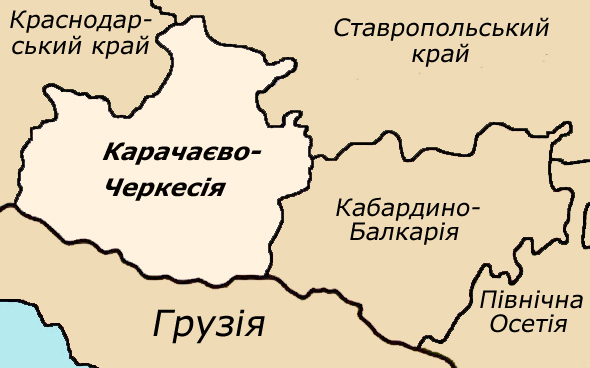
Карачаєво-Черкесія

Більша частина (близько 80 %) Карачаєво-Черкеської Республіки розташована в гірській місцевості. У межах республіки виділяються 3 зони: передгірна рівнина, передгір'я й гори Кавказу. На півночі простягнулися Передові хребти Великого Кавказу, на півдні — Водораздільний та Боковий, їхня висота досягає 4000 м. До узбережжя Чорного моря ведуть Марухський і Клухорський перевали. На межі з Кабардино-Балкарією розташована гора Ельбрус, найвища вершина Кавказу.
У республіці є достаток водних ресурсів: близько 130 високогірних озер, безліч гірських водоспадів. Протікають 172 річки, з яких найбільші — Кубань, Великий та Малий Зеленчук, Уруп, Лаба; є Кубанське водосховище. Діюча в республіці система Великого Ставропольського каналу є джерелом водопостачання для Ставропольського краю.
Надра багаті природними копалинами: кам'яне вугілля, граніт, мармур, різні руди й глини. У більших запасах — лікувальні мінеральні води, є безліч термальних джерел.
Карачаєво-Черкесія розташована в зоні гірських степів і широколистих лісів. У лісах і високогір'ї збереглася багата флора і фауна. На території республіки перебувають Тебердинський заповідник і частина Кавказького заповідника.

## Історія
Територія Карачаєво-Черкесії наприкінці першого тисячоліття нашої ери входила в державу аланів, збереглися окремі архітектурні пам'ятки тієї пори: Зеленчуцькі, Сентинський, Шоанінський християнські храми, городища. В XVI—XVIII століття територія піддавалася вторгненням кримсько-османських військ, була під владою князівств Кабарди. З першої половини XIX століття (по російсько-турецькому Адріанопольському миру 1828) Карачаєво-Черкесія входить до складу Росії як Баталпашинський відділ Кубанської області.
З 1918 тут установлюється радянська влада. З 1 квітня 1918 територія була частиною Кубанської Радянської Республіки, з 28 травня 1918 — частиною Кубано-Чорноморської Радянської Республіки, з 5 липня 1918 по грудень 1918 — частиною Північно-Кавказької Радянської Республіки, з 20 січня 1921 — частиною Горської Автономної Радянської Соціалістичної Республіки.
12 січня 1922 утворена Карачаєво-Черкеська автономна область у складі Південно-Східного (з 1924 — Північно-Кавказького) краю, із центром у станиці Баталпашинської (перейменованої потім у місто Сулимов, Єжово-Черкеськ і, що нарешті одержало сучасну назву Черкеськ). 26 квітня 1926 постановою ВЦВК КЧАО розділена на Карачаєвську автономну область, Черкеський національний округ, Баталпашинський і Зеленчуцький райони.
Указом Президії Верховної Ради СРСР Карачаєвська автономна область ліквідовано 12 жовтня 1943 року, а черкеси (адиги) були оголошені пособниками фашистських військ і 2 листопада 1943 депортовані в Середню Азію й Казахстан. Південна частина Карачаю відійшла до Грузії (як Клухорський район), а більша частина була приєднана до Ставропольського краю.
9 січня 1957 року, у зв'язку з реабілітацією карачаївців і дозволом на їхнє повернення в рідні краї, була відтворена КЧАО в межах 1943 у складі Ставропольського краю.

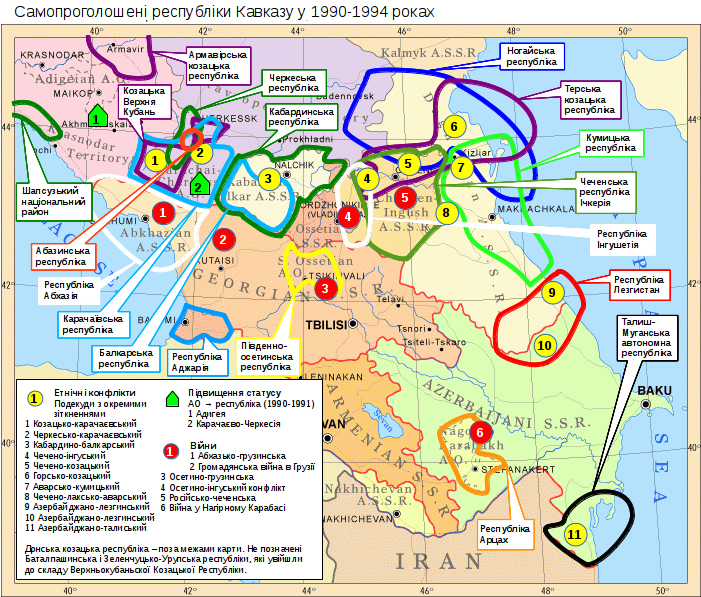
Самопроголошені республіки у Карачаєво-Черкесії у 1991 році: Черкесія, Карачай, Абазинія, Козацька Верхня Кубань

30 листопада 1990 КЧАО вийшла зі складу Ставропольського краю й була проголошена Карачаєво-Черкеською Радянською Соціалістичною Республікою (КЧРСР) у складі РРФСР, що було затверджено постановою Верховної Ради РРФСР від 3 липня 1991.
В 1989—1991 скликані національними рухами з'їзди окремих народів Карачаєво-Черкесії стали звертатися до керівництва РРФСР із проханням про відновлення або створення окремих автономій.
На з'їздах депутатів усіх рівнів були проголошені:
- 18 листопада 1990 — Карачаєвська Радянська Соціалістична Республіка (17 жовтня 1991 — Карачаєвська Республіка)
- 27 жовтня 1991 — Республіка Черкесія
- у листопаді 1991 — Абазинська Республіка
- 19 серпня 1991 — Баталпашинськая Козача Республіка й Зеленчуцько-Урупська Козача Радянська Соціалістична Республіка (30 листопада 1991 об'єдналися у Верхньо-Кубанську Козачу Республіку).

Після багатоденних багатотисячних мітингів 3 грудня 1991 постановою Верховної Ради Карачаєво-Черкесії було прийняте звертання до федерального центру про визнання окремих республік.
У січні 1992 Президент Росії Борис Єльцин був готовий визнати поділ Карачаєво-Черкесії й вніс на розгляд у Верховну Раду РРФСР проекти законів «Про відновлення Карачаївської автономної області й Черкеської автономной області в складі Російської Федерації». Була створена комісія Верховної Ради по утворенню трьох автономних областей — Карачаївської, Черкеської, Баталпашинської.
28 березня 1992 відбувся референдум, на якім (згідно з офіційними результатами, які небезпідставно оскаржуються багатьма) більшість населення Карачаєво-Черкесії (крім козачих районів) висловилося проти поділу. Поділ узаконено не було, і залишилася єдина Карачаєво-Черкесія, що з 16 жовтня 1992 стала Карачаєво-Черкеською Республікою.
11 лютого 1995 об'єднаний з'їзд черкесів, абазин і росіян ухвалив рішення щодо відновленні Черкеської автономної області в складі Ставропольського краю, що знову не було затверджено.
Крім вимог про створення окремих автономій, в останні роки Міжнародна Черкеська Асоціація «Адиге Хасе» виступає за возз'єднання по суті єдиниого адигейського, кабардинського та черкеського народів у єдиній Адигській Республіці, а карачаєво-балкарські рухи — за возз'єднання Карачая й Балкарії в Карачаєво-Балкарській федерації або республіці.

## Населення

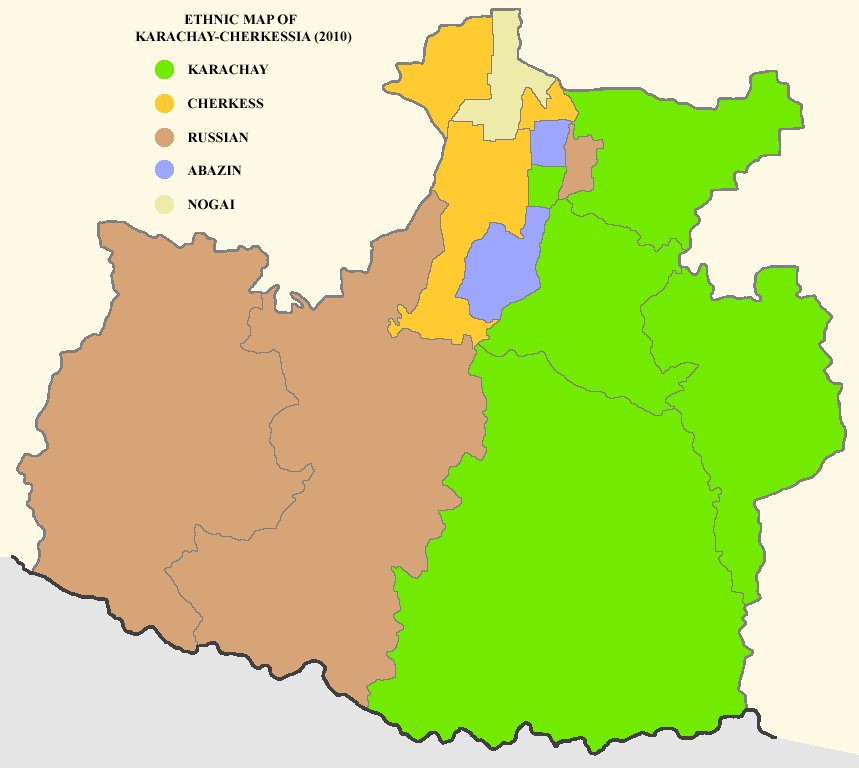
Етнічна мапа Карачаево-Черкесії (2010)

Карачаєво-Черкесія — багатонаціональна республіка: на її території проживають представники понад 80 національностей. Загальна чисельність населення становить 434,5 тис. осіб (2005). Щільність населення — 30,8 осіб/км² (2005), питома вага міського населення — 44,1 % (2005).
| Народ                                         | Чисельність, 2002, тис. (* [Архівовано 7 січня 2019 у Wayback Machine.]) |
| --------------------------------------------- | ------------------------------------------------------------------------ |
| Карачаївці                                    | 194 324 (41,0 %)                                                         |
| Росіяни                                       | 150 025 (31,6 %)                                                         |
| Черкеси                                       | 56 466 (11,9 %)                                                          |
| Абазини                                       | 36 919 (7,8 %)                                                           |
| Ногайці                                       | 15 654 (3,3 %)                                                           |
| Осетини                                       | 3 142                                                                    |
| Вірмени                                       | 2 737                                                                    |
| Українці                                      | 1 990                                                                    |
| Татари                                        | 1 696                                                                    |
| Чеченці                                       | 1,8                                                                      |
| Греки                                         | 1 276                                                                    |
| Азербайджанці                                 | 1,0                                                                      |
| показані народи c чисельністю понад 1000 осіб |                                                                          |

Згідно з підсумками перепису, наголошується скорочення частки росіян в загальній чисельності населення, що пов'язане як з міграцією, так і природним спадом. Збільшення етнічної російської міграції — результат як загальної нестабільності на Північному Кавказі, так і загострення політичної обстановки.
Іншою причиною різких демографічних змін став економічний спад 1990-х років, що привів до безробіття серед значної частини працездатного населення.
Ще один факт, відмічений в ході перепису, — значний природний приріст числа карачаївців в порівнянні з іншими національностями, що спостерігалося і раніше.

### Мови
- Абазинська мова — близько 30 тисяч носіїв (2010)[2]

## Адміністративний поділ

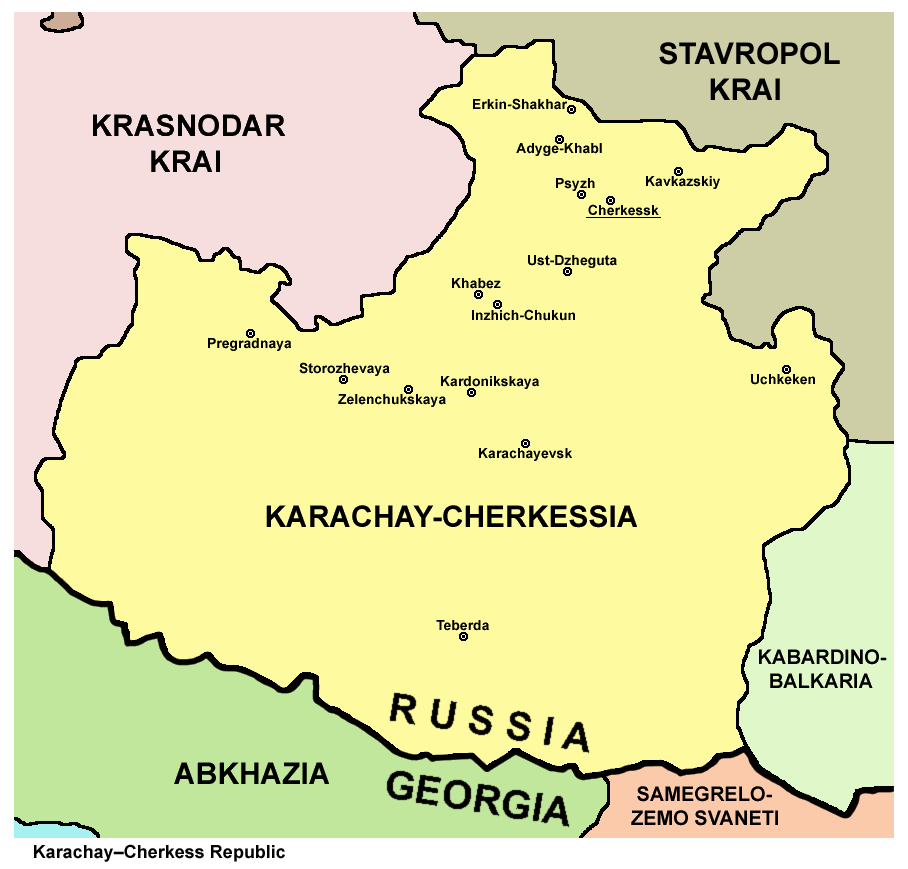

Республіка розділена на 10 районів; налічується 144 населених пункту, з них — 4 великих міста (Черкеськ, Карачаєвськ, Усть-Джегута й Теберда).
Райони (чисельність населення на 1 січня 2007):
- Усть-Джегутинський район (48 927)
- Зеленчуцький район (50 493)
- Малокарачаєвський район (39 787)
- Хабезький район (28 118)
- Прикубанський район (27 654)
- Адиге-Хабльський район (26 223)
- Карачаєвський район (24 693)
- Урупський район (17 858)
- Абазинський район (13 835)
- Ногайський район

Згідно з позитивними підсумками відповідних референдумів в 2005 і 2006 5 населених абазинами муніципальних утворень вийшли із Прикубанського, Усть-Джегутінського й Хабезького районів і утворювали Абазинський район, а ще 5 населених ногайцями муніципальних утворень вийшли з Адиге-Хабльського району й утворювали Ногайський район.

## Економіка
Карачаєво-Черкесія — промислова й аграрна республіка. Територію можна розділити на 2 області. На півночі більше розвинене хімічне виробництво, машинобудування, легка промисловість і тваринництво. На півдні більше характерні добувна й деревообробна промисловість і вівчарство. Велике значення для регіону має також туризм, альпінізм (південь республіки) і курортна діяльність (курорти Домбай, Архиз, Теберда й інші).

## Політичний устрій
Орган законодавчої влади — Народні Збори (Парламент), які обираються на основі всезагального рівного й прямого виборчого права при таємному голосуванні. Чисельність 73 людини, обираються раз у чотири роки.
Орган виконавчої влади — Уряд, складається з Голови Уряду, заступників Голови Уряду, міністрів, голів Державних комітетів і комітетів. Голова Уряду призначається на посаду Президентом Республіки за згодою Народних Зборів.
Одноособовий орган виконавчої влади — президент Карачаєво-Черкеської Республіки, призначуваний на посаду Народними Зборами (Парламентом) КЧР по представництву Президента РФ.

## Політична ситуація
Карачаєво-Черкесія — одна з найнестабільніших кавказьких республік, тут за останнє десятиліття неодноразово мінялася влада і відбувалася ротація правлячої еліти. Для республіки характерна наявність давніх конфліктів на етнічному і релігійному ґрунті, які регулярно загострюються, — зазвичай в періоди кампаній по виборах президента республіки.
Перш за все ці конфлікти пов'язані з боротьбою за контроль над основними економічними активами республіки — будівельною галуззю (підприємство «Кавказцемент»), хімічною (лакофарбний завод і «Химоб'єдіненіє»), переробкою і експортом деревини, спиртовиробництвом і розливом мінеральної води. Республіка бідна, тому політичне життя, по суті, є боротьбою за дуже обмежені економічні ресурси. При цьому стабільність в регіоні залежить від балансу сил між окремими кланами.
Останні президентські вибори пройшли без ексцесів, і на пост президента був вибраний колишній голова Нацбанку Мустафа Батдиєв (карачаївець). Самоусунення черкесів від боротьби за владу одночасно привело до того, що з політичної боротьби опинилися повністю виведені політичні еліти і їх колишніх союзників — абазин, росіян і козаків.
Новий клан, що прийшов до влади, затіяв міжусобний переділ власності, який призвів до масштабного кровопролиття в жовтні 2004 року через контроль над хімічною галуззю республіки. Розгляд зажадав присутності в цьому регіоні повноважного представника президента Російської Федерації по Південному федеральному округу.
9 листопада справа дійшла до того, що натовп громадян, обурених бездіяльністю влади, узяв штурмом Будинок уряду в столиці Карачаєво-Черкесії і розгромив кабінет президента республіки Мустафи Батдиєва. Самому Батдиєву вдалося сховатися від народного гніву. Лише через добу втручання повноважного представника президента РФ в Південному федеральному окрузі Дмитра Козака переконало людей покинути будівлю.
18 листопада Президент РФ Володимир Путін оцінив події в Карачаєво-Черкесії таким чином: «Там, по суті справи, криза влади, замішана на кримінальних подіях, пов'язаних з переділом власності». «Йдеться про економічну боротьбу місцевих регіональних кланів за сфери впливу і за спроби використовувати важелі влади й управління для вирішення економічних завдань та переділу власності».
У республіку для підтримки порядку були перекинуті додаткові підрозділи внутрішніх військ з сусідніх регіонів. До жителів республіки звернувся президент сусідньої Чечні Алу Алханов, який застеріг їх про небезпеку того, що розвиток ситуації може піти за «чеченським сценарієм». Сам Батдиєв натякає на те, що його відставки нібито добиваються міжнародні терористичні організації, а протестні настрої в республіці підігріває його суперник на президентських виборах, колишній президент республіки Володимир Семенов. Батдиєв вважає, що положення в республіці загострилося у зв'язку з успішними діями федеральних сил проти бойовиків на території Чечні і Інгушетії.
На цьому фоні опинилися тимчасово забуті інші проблеми республіки, які, проте, не втратили гостроти, — «витискування» російського населення за межі республіки, релігійна боротьба між офіційним ісламським духівництвом і ваххабізмом, охорона державного кордону і недопущення проникнення озброєних загонів, боротьба з використанням території республіки як притулок чеченськими сепаратистськими лідерами і бойовиками.